# Асорин
Хосе́ Аугу́сто Тринида́д Марти́нес Ру́ис (исп. José Augusto Trinidad Martínez Ruiz, известен под псевдонимом Асори́н (исп. Azorín); 8 июня 1873 или 11 июня 1874, Моновар — 3 марта 1967 или 4 марта 1967, Мадрид) — испанский писатель, эссеист, один из наиболее влиятельных литературных критиков своего времени. Представитель поколения 98 года.

## Биография
Родился в типичной буржуазной семье, хорошо обеспеченной, был старшим из девяти братьев. Восемь лет учился в учебном заведении пиаристов в Екле. Этот этап жизни отражён в первых двух романах писателя, в которых много автобиографичного. С 1888 по 1896 годы изучал право в Валенсии, где заинтересовался краузизмом и анархизмом. Здесь он начал делать свои первые шаги в журналистике, печатался под разными псевдонимами в разных газетах, среди которых была и «El Pueblo» — газета Висенте Бласко Ибаньеса. Почти всегда писал критические отзывы на театральные постановки на острые социальные вопросы, восхвалял произведения Анхеля Гимеры, Бенито Переса Галдоса, Хоакина Дисенты. В молодости Асорин был ярым анархистом, и его статьи, критические отзывы всегда были пропитаны анархистскими идеями. Переводил на испанский язык Мориса Метерлинка, а также видного европейского анархиста Петра Алексеевича Кропоткина. В 1895 году опубликовал две книги — «Литературные анархисты» (исп. Anarquistas literarias) и «Социальные заметки» (исп. Notas sociales), в которых были представлены публике принципы теории анархии.
Асорин обучался в Гранаде и Саламанке, 25 ноября 1896 года приехал в Мадрид для продолжения обучения. В столице он продолжил печататься в различных газетах, в некоторых его уже не печатали: «El País», «El Progreso» (газета Алехандро Лерроукса). К 1900 году его жесткий анархистский стиль смягчился, это время отмечено несколькими эссе: «Кастильская душа (1600—1800)», «Идальго» и другими. В 1904 году вышла трилогия автобиографических романов: «Воля» (исп. La voluntad), «Антонио Асорин» (исп. Antonio Azorín) и "Признания маленького философа (исп. Las confesiones de un pequeño filósofo) — все под псевдонимом Асорин.
С 1905 года Асорин публикуется в газете «ABC», активно участвует в политической жизни. Между 1907 и 1919 годами пять раз был депутатом, занимался народным образованием. Асорин тогда входил в число ведущих критиков и публицистов Испании, счёт его статей шёл на сотни. В своём творчестве Асорин обращается к Испании и её народу: «Сёла» (исп. Los pueblos), «Дорогой Дон Кихота» (исп. La ruta de Don Quijote), «Испания: люди и пейзажи» (исп. España: hombres y paisajes), «Кастилия» (исп. Castilla). С пути анархии Асорин со временем переходит на путь консервативных взглядов.
Асорин неустанно ездил по Испании и читал лекции по Золотому веку искусства Испании. В 1923 году к власти пришёл Мигель Примо де Ривера и установил диктатуру, в стране была введена жёсткая цензура. Публичная деятельность Асорина была остановлена, впрочем, как и многих других деятелей, хоть в чём-то несогласных с режимом Примо де Риверы. В 1924 году Асорина избрали членом Испанской Королевской Академии.
С началом Гражданской войны Асорин уехал из Испании во Францию. После окончания войны Асорин смог вернуться в Испанию благодаря помощи министра иностранных дел Рамона Серрано Суньера, которому в 1955 году посвятил одно из своих произведений.
В последние года жизни Асорин увлекался искусством кино.

## Творчество
Наследие Асорина в литературе — это по большей части эссе и романы. Также он написал несколько пьес для театра, впрочем, не имевших успеха. Литературное творчество Асорина также имеет большую стилистическую ценность. Его манера письма характерна для импрессионизма.

## Публикации на русском языке
- Избранные произведения / Сост., предисл., коммент. Н. Малиновской. М.: Художественная литература, 1989
- Доктор Морт с трех до пяти, пьеса. Пер. Н. Малиновской

## Экранизации
- 1972 «La guerrilla» (Партизан)

## Память
Его имя увековечено в престижной литературной премии Испании за роман, которая вручается с 1994 года.